# Mała Mi
Mała Mi (fiń. Pikku Myy, szw. Lilla My) – jedna z bohaterek serii książek Tove Jansson opowiadających o Muminkach oraz filmu animowanego z cyklu Muminki.

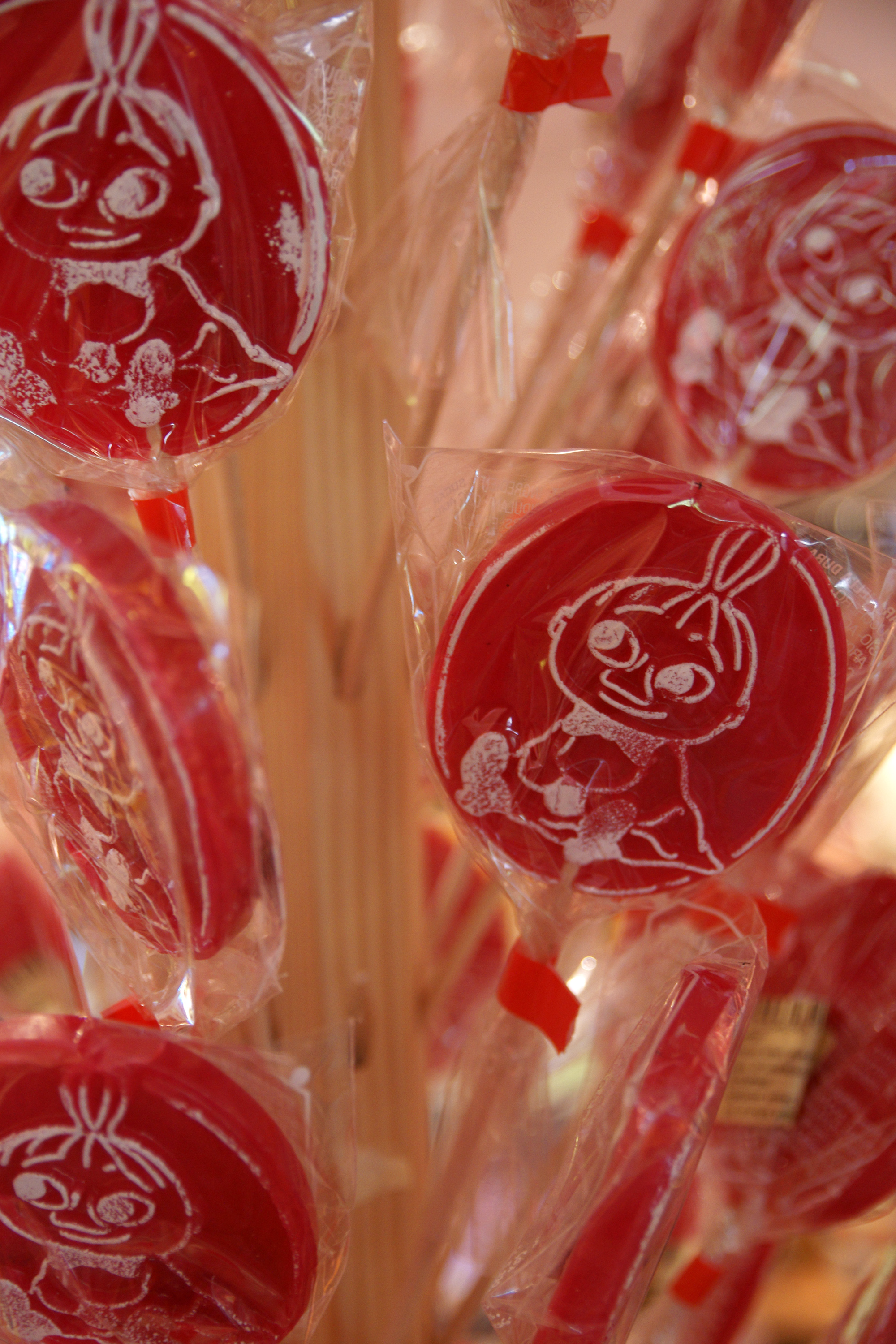
Lizaki z wizerunkiem Małej Mi

Mała Mi mieszka wraz z rodziną Muminków. Jest tak mała, że może usiąść na dzbanku do mleka. Ma włosy splecione w kok. Indywidualistka, mówi to, co myśli, i robi to, co chce. Mimo to ma bardzo pozytywny stosunek do życia. Jest młodszą siostrą Mimbli, więc należy też do gatunku mimbli. Po raz pierwszy pojawia się w Pamiętnikach Tatusia Muminka. Występuje również w Lecie Muminków, Zimie Muminków, Opowiadaniach z Doliny Muminków i w Tatusiu Muminka i morzu. W Dolinie Muminków w listopadzie występuje jedynie we wspomnieniach Mimbli.
Jej imię pochodzi od greckiej litery mi.